# Parafia św. Aleksego w Oleksinie
Parafia Świętego Aleksego w Oleksinie – parafia rzymskokatolicka w Oleksinie.
Parafia erygowana w 1547. Obecny kościół parafialny drewniany, wybudowany w 1945 roku. Mieści się pod numerem 21.

## Zasięg parafii
Do parafii należą wierni z miejscowości: Albinów, Bojmie, Choszcze, Jagodne, Kępa, Mingosy, Oleksin, Pieńki, Piotrowina, Ryczyca, Sionna, Skruda, Sosnowe, Wilczonek i Żdżar.